# DeRemate.com
DeRemate.com fue una plataforma de comercio electrónico y subastas en línea fundada el 31 de agosto de 1999 por un grupo de jóvenes emprendedores, entre ellos Guido Grinbaum y  Alec Oxenford.

 El sitio operaba en varios países de América Latina: Argentina, Brasil, México, Colombia, Uruguay, Chile, Venezuela y otros.

## Historia
En febrero de 2000, la empresa Terra Networks, perteneciente al grupo Telefónica, adquirió el 30 % del capital accionario de DeRemate.com en una operación valorada en aproximadamente US$ 50 millones.
El modelo de negocio de DeRemate se basaba en permitir la publicación gratuita de productos, lo que lo hizo atractivo para usuarios con gran inventario no vendido. Además, implementó un sistema de reputación que registraba el comportamiento de compradores y vendedores.

## Expansión y competencia
Durante sus primeros seis años, DeRemate logró superar los US$ 1.000 millones en ventas brutas (gross merchandise volume).
Competía directamente con Mercado Libre, fundada también en 1999 por Marcos Galperín.
Según testimonios de usuarios: «DeRemate y Mercado Libre arrancaron al mismo tiempo prácticamente... Al final Mercado Libre se terminó comprando a DeRemate».

## Venta y cierre
En noviembre de 2005, Mercado Libre adquirió las operaciones de DeRemate en Brasil, Colombia, Ecuador, México, Perú, Puerto Rico, Uruguay y Venezuela. Las unidades de Argentina y Chile quedaron bajo la gestión de Dridco, empresa de e-commerce del periódico La Nación.
El 26-27 de agosto de 2008, Mercado Libre completó la compra de las operaciones restantes en Argentina, Chile, Colombia y México, en una operación valorada en US$ 40 millones (US$ 22 millones en efectivo y US$ 18 millones mediante pagaré).
Tras la adquisición, comenzaron a cerrarse componentes importantes del sitio original como su comunidad, el sistema de pagos (DePagos) y el programa de afiliados, reemplazados progresivamente por MercadoPago y Mercado Libre.

## Legado
DeRemate.com fue pionero en América Latina como sitio de subastas gratuito y con un sistema de reputación innovador. En 2007 facturó más de US$ 95 millones solo en Argentina y Chile.
Su absorción por Mercado Libre contribuyó significativamente a la consolidación del liderazgo de esta última en el comercio electrónico regional.  